# Salvador Meijer Hertog

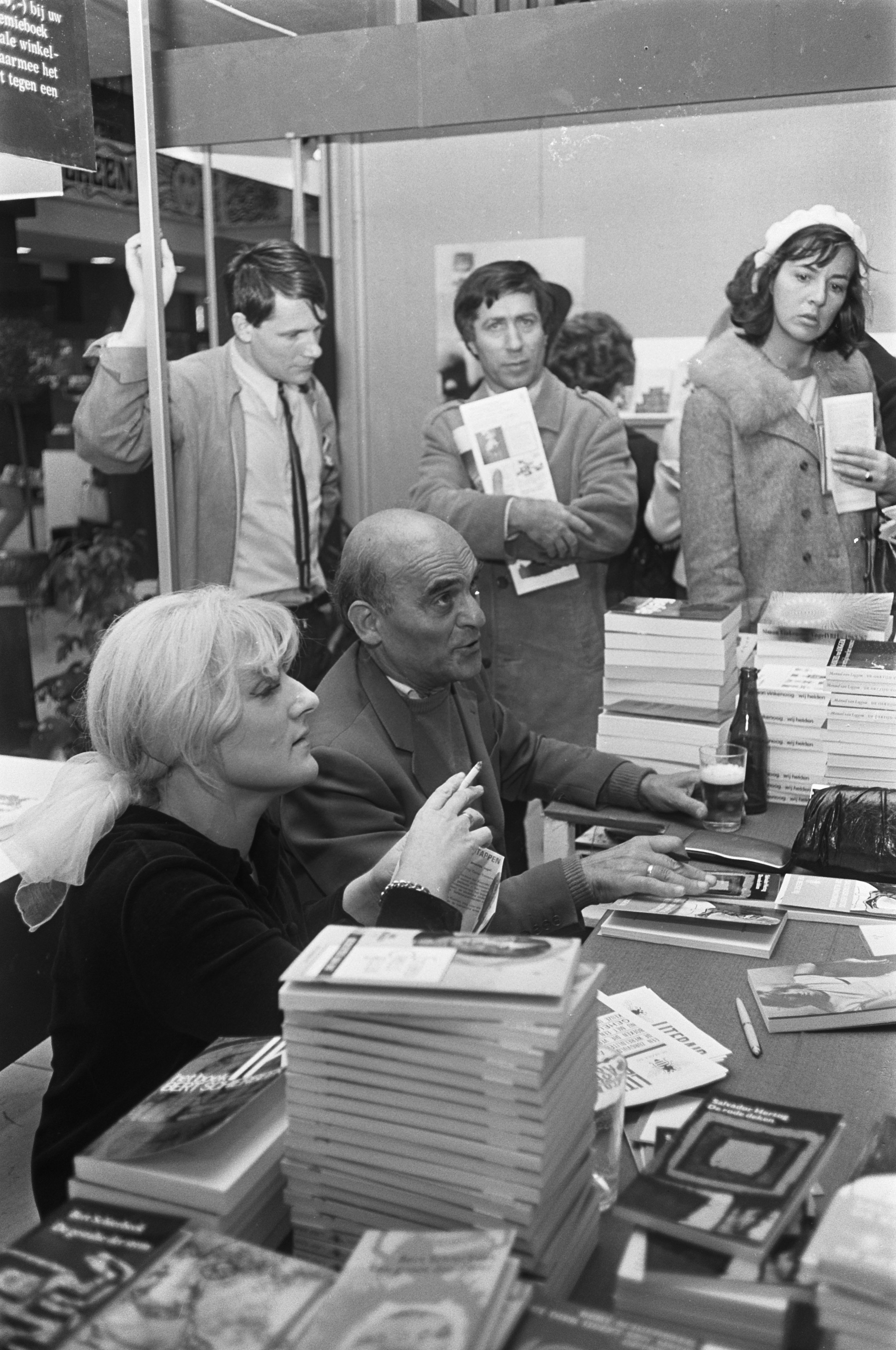

Heyman Meijer Salvador Hertog (Maastricht, 1901 – Amsterdam, 1989) was een Nederlandse schrijver, bekend om zijn diepzinnige, filosofische en vaak melancholische proza.

## Levensloop
Salvador Meijer Hertog werd in 1901 geboren aan de Mariastraat 23 in Maastricht een orthodox joodse omgeving. Zijn jeugd bracht hij door aan de Parallelweg 61, een locatie die later een prominente rol zou spelen in zijn verhaal De zonnekoning. 
Aan de Universiteit van Amsterdam volgde hij colleges in rechten, filosofie en psychologie, wat een diepgaande invloed had op zijn literaire werk. Zijn joodse achtergrond, een belangrijk onderdeel van zijn identiteit, komt in veel van zijn verhalen subtiel naar voren. Hertog had een veelzijdig leven en werkte in verschillende beroepen: hij heeft gevaren, en was caviste, boerenknecht en maître d'hôtel in Frankrijk, ervaringen die zijn werk verrijkten met een kosmopolitische en avontuurlijke dimensie.
Hij overleefde de Holocaust door eerst geen Jodenster te dragen en daarna is hij voor een lange periode ondergedoken geweest in Friesland, samen met zijn neefje Salvador (Dorke) Bloemgarten. Zijn andere neef is de verzetsstrijder Rudi (Rudolf) Bloemgarten. 
In 1969 trouwde Salvador met de veertig jaar jongere kunstenaar Marijke Schipper, samen kregen ze 3 kinderen, Judith Bernadine Hertog (1970) en de tweeling Chaja Hindele en Esther Rosa Hertog (1978).
Hertog was een veelzijdig man: naast schrijver was hij ook vertaler en beeldend kunstenaar, wat zijn brede interesses en creatieve expressie illustreerde. Zijn werk, dat zich uitstrekt over verschillende decennia, omvat romans, verhalenbundels en autobiografische geschriften. Een centraal element in zijn werk is de figuur Meijer, een personage dat als zijn alter ego kan worden gezien en vaak symbool staat voor zijn persoonlijke reflecties en filosofische overpeinzingen. Het joodse erfgoed, gecombineerd met zijn levenservaringen, beïnvloedde de thema’s van vervreemding, spiritualiteit en existentiële vragen in zijn werk.
Salvador Meijer Hertog overleed in 1989 en werd begraven op de begraafplaats Zorgvlied in Amsterdam, in een algemeen graf (nr. 14-III-243). In overeenstemming met zijn wens werd er geen grafsteen geplaatst; Hertog zag het lichaam als iets tijdelijks, dat uiteindelijk zou terugkeren naar de elementen, en wilde daarom geen fysieke herdenking van zijn graf.

## Carrière en belangrijke werken[1][2]
Hertog maakte zijn debuut met De wilde schuit (1936), een roman die reflecteert op de onstuimige tijdgeest van de jaren tussen de wereldoorlogen. In zijn werk behandelde hij vaak thema's zoals vervreemding, spiritualiteit en de menselijke zoektocht naar betekenis.
Na de Tweede Wereldoorlog publiceerde hij Testament in code (1950), waarin hij de ervaringen van de oorlogsjaren verwerkte in een complexe, meer cryptische stijl. Zijn interesse in symboliek en verborgen boodschappen komt hier sterk naar voren.
De tuin (1957) wordt beschouwd als een van zijn meest introspectieve werken, waarin hij de relatie tussen mens en natuur verkent. Het werk benadrukt zijn filosofische benadering van de mensheid en het bestaan.
In De rode deken (1965), een bundel met korte verhalen, en De kleinkornelkes (1968), geeft Hertog zijn lezers een meer persoonlijke inkijk in zijn leven en denkwereld. Deze werken tonen zijn veelzijdigheid als schrijver, waarbij hij van de grote filosofische thema's terugkeert naar het alledaagse, met oog voor detail en psychologische diepgang.
Later in zijn carrière verscheen Onwaarschijnlijk bestaan (1975), een verzamelbundel waarin de hoogtepunten van zijn oeuvre werden samengebracht, en Meijer en ik (1980), waarin hij autobiografische verhalen deelde. Dit laatste werk biedt een fascinerende blik op zijn persoonlijke leven en de inspiratiebronnen voor zijn literatuur.

## Invloed en erfenis
Het werk van Salvador Meijer Hertog werd zijn werk gewaardeerd door een selecte groep intellectuelen en literatuurcritici. Zijn stijl, vaak gekenmerkt door een combinatie van mystiek en filosofische reflecties, bleef een bron van inspiratie voor latere generaties schrijvers. Zijn postume invloed is nog steeds merkbaar binnen de academische wereld, vooral onder lezers die gefascineerd zijn door de existentiële thema's die zijn werk doordrenken.